# منطقه شهری چوکیو
منطقه شهری چوکیو (به لاتین: Chūkyō Metropolitan Area) یک منطقه کلان‌شهری در ژاپن است که در ناگویا واقع شده‌است. منطقه شهری چوکیو  ۹٬۱۰۷٬۴۱۴ نفر جمعیت دارد.

## نگارخانه

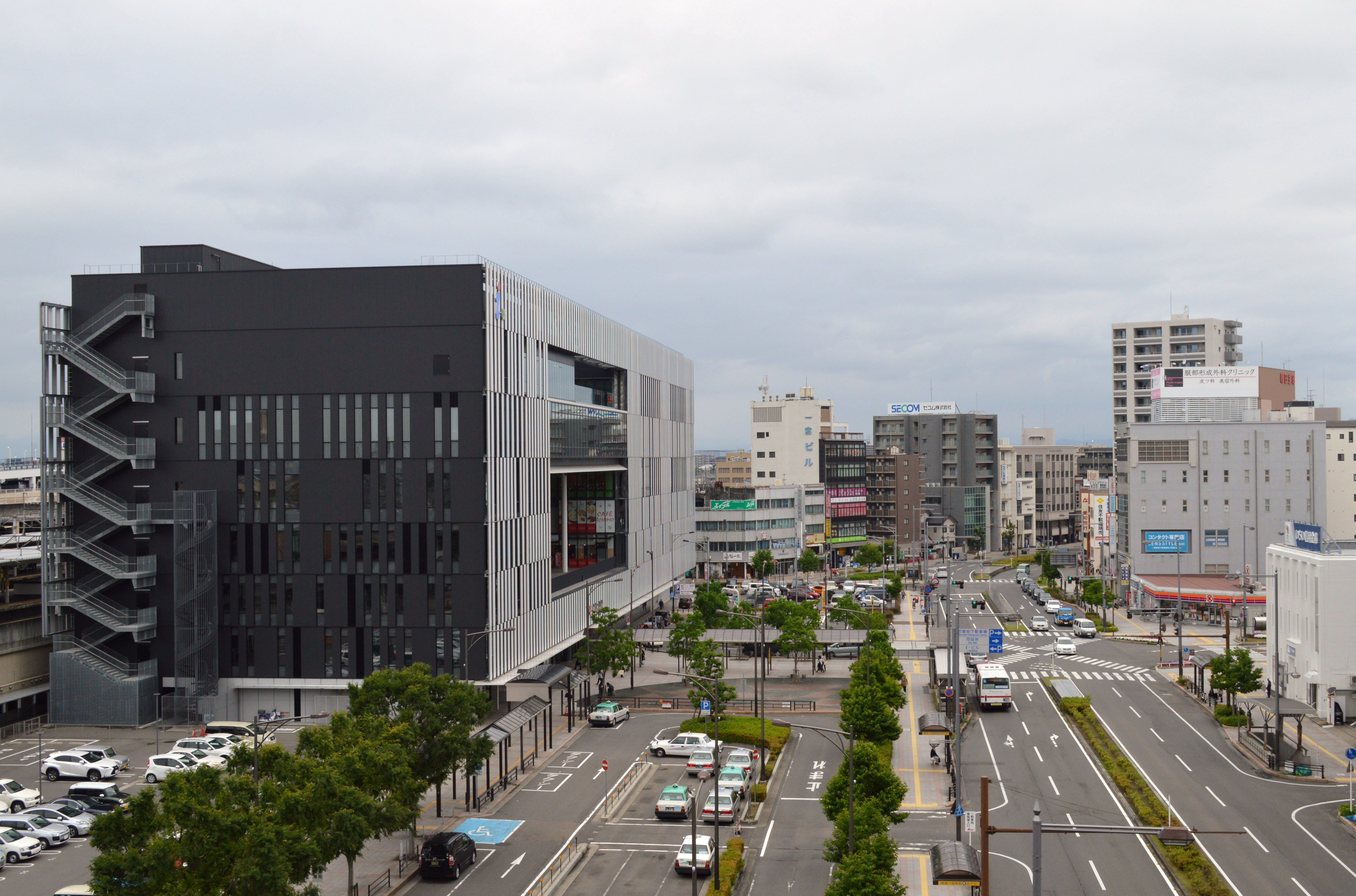
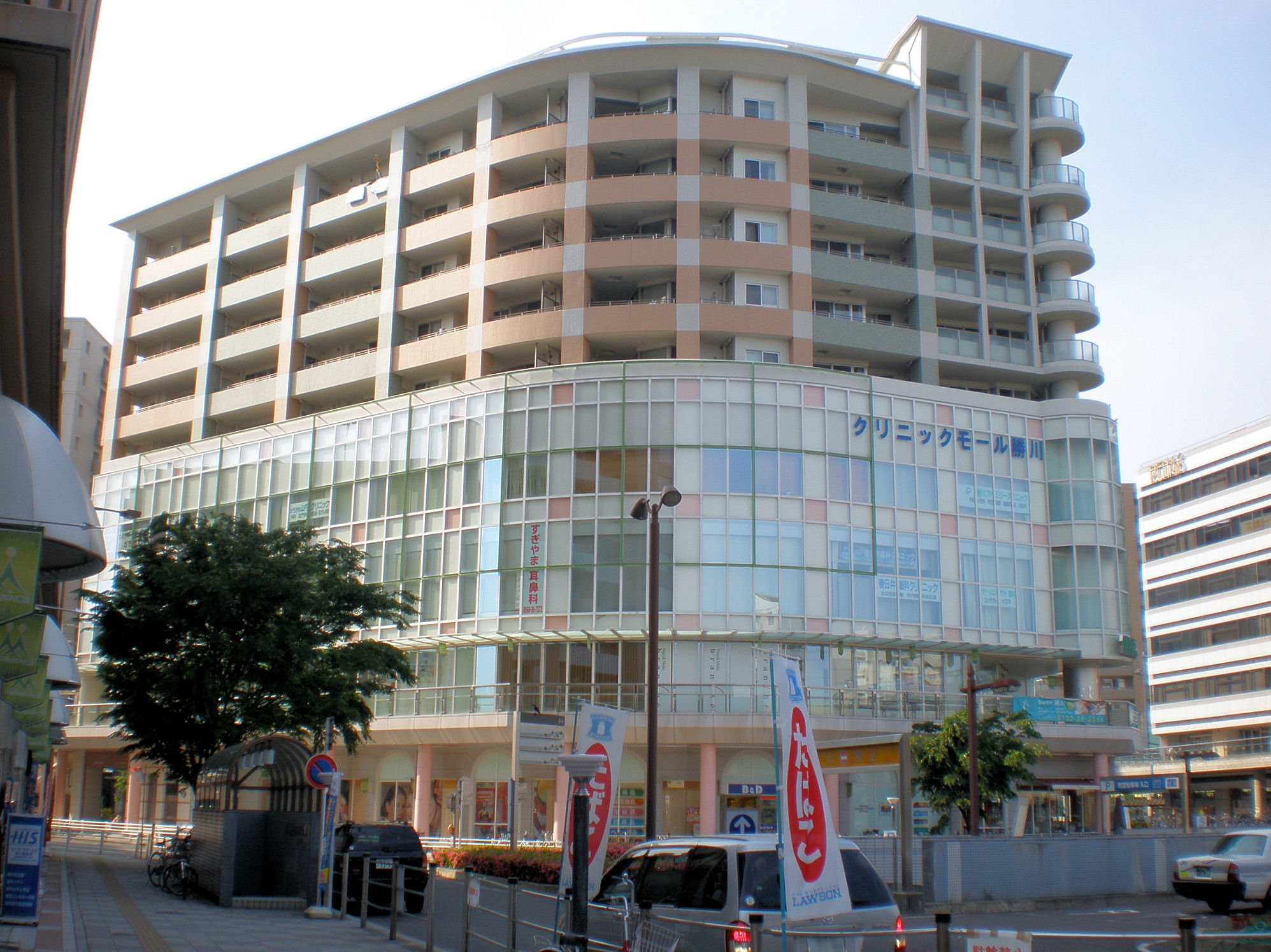
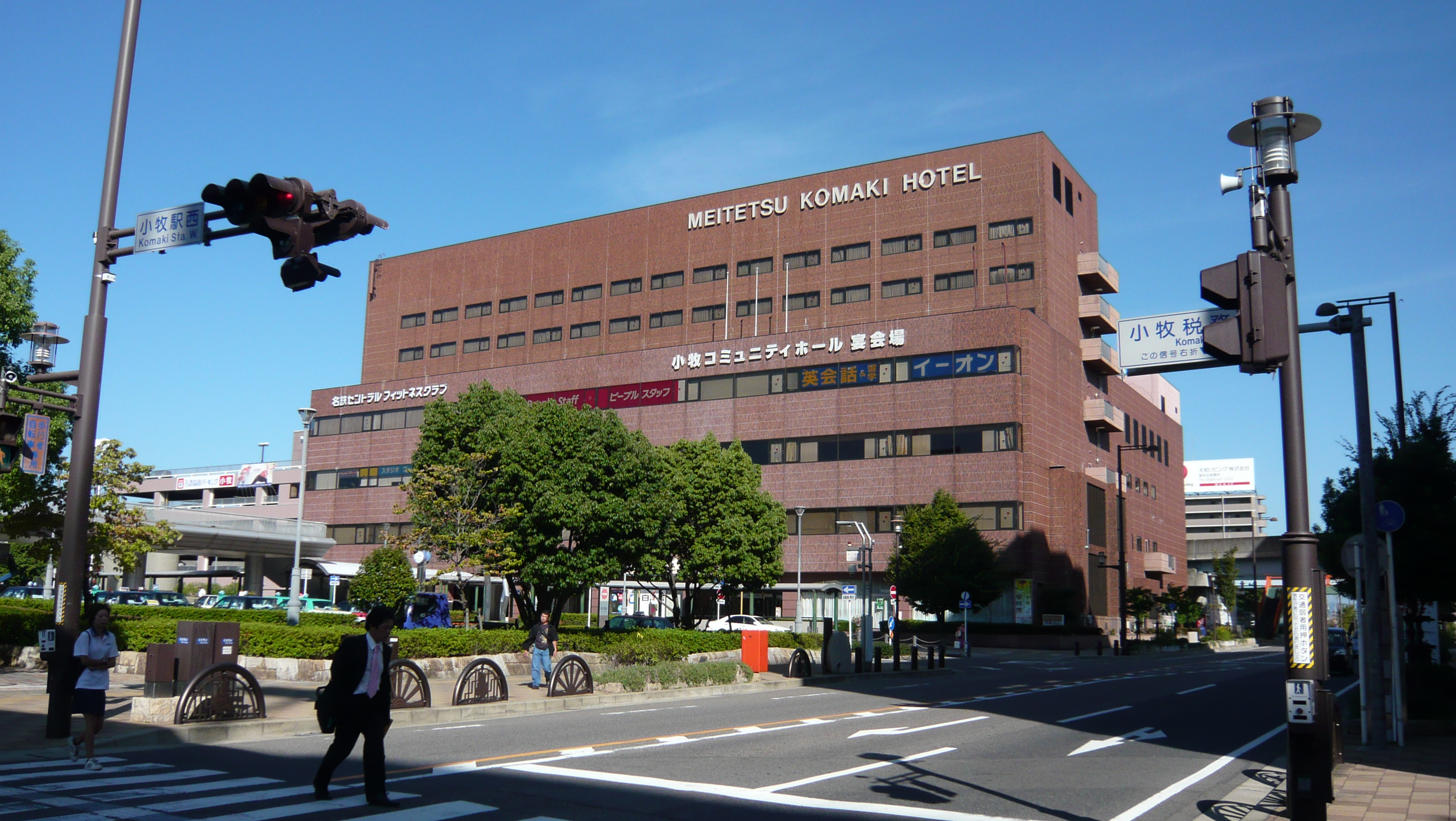
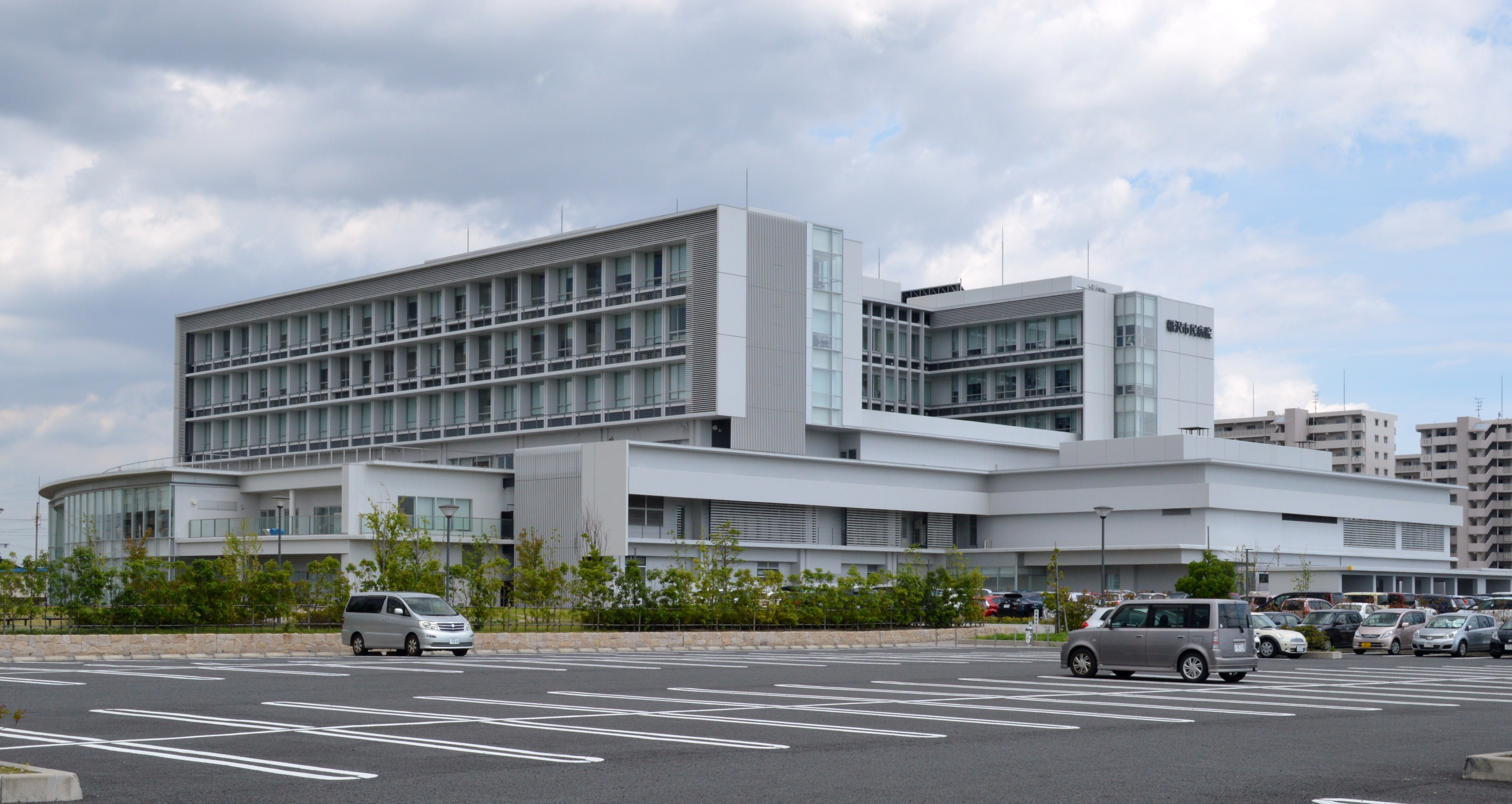
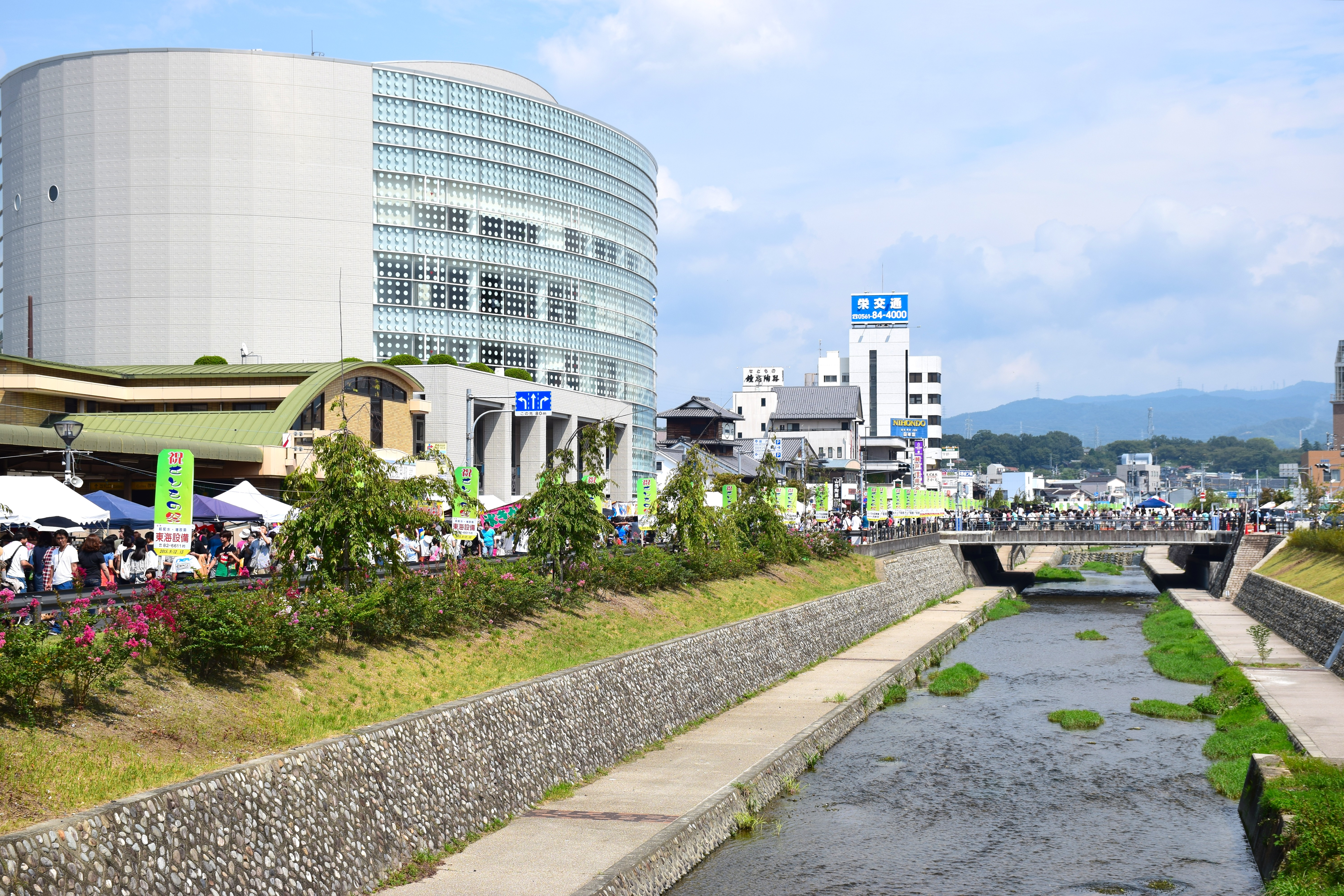
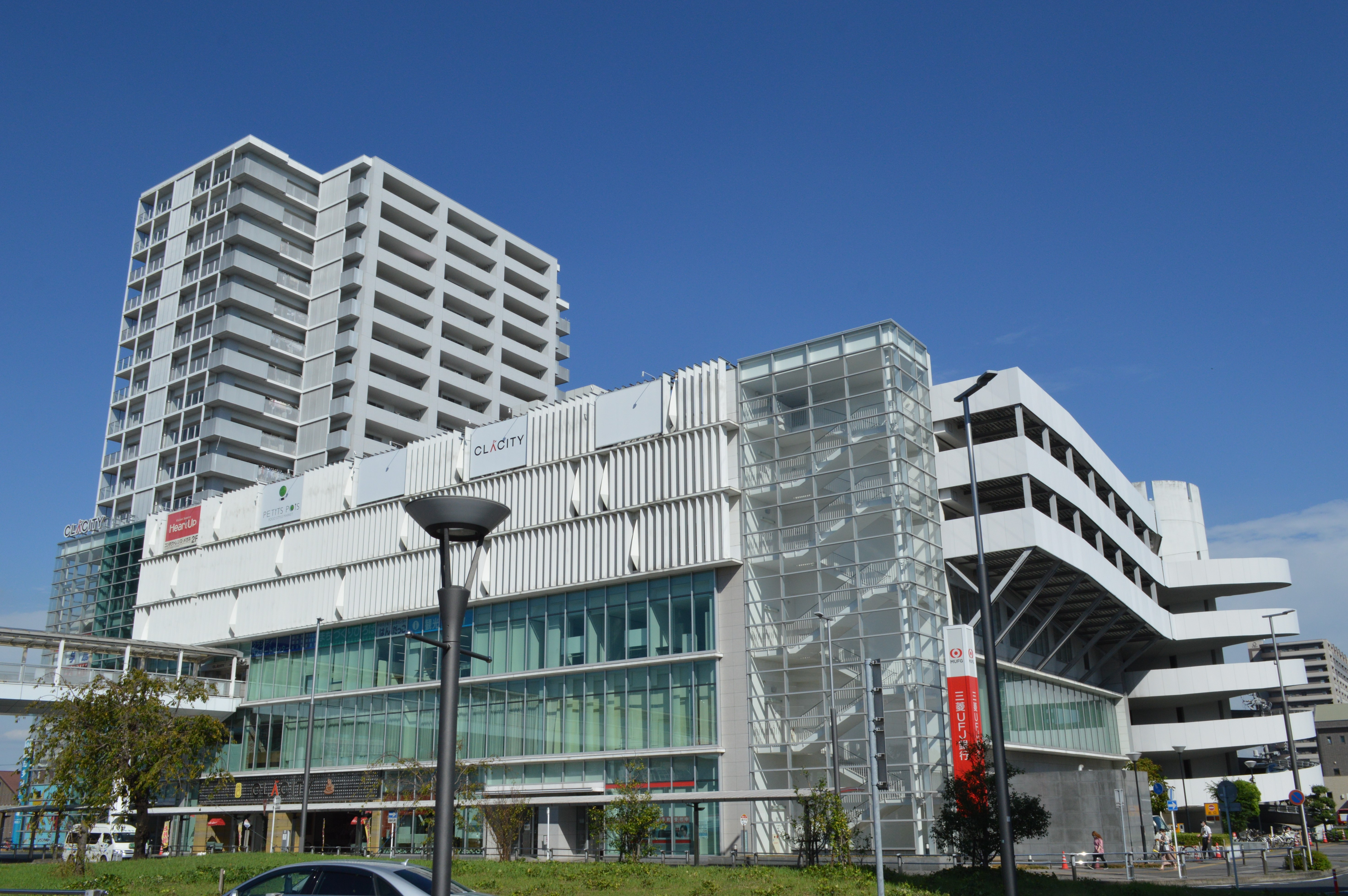
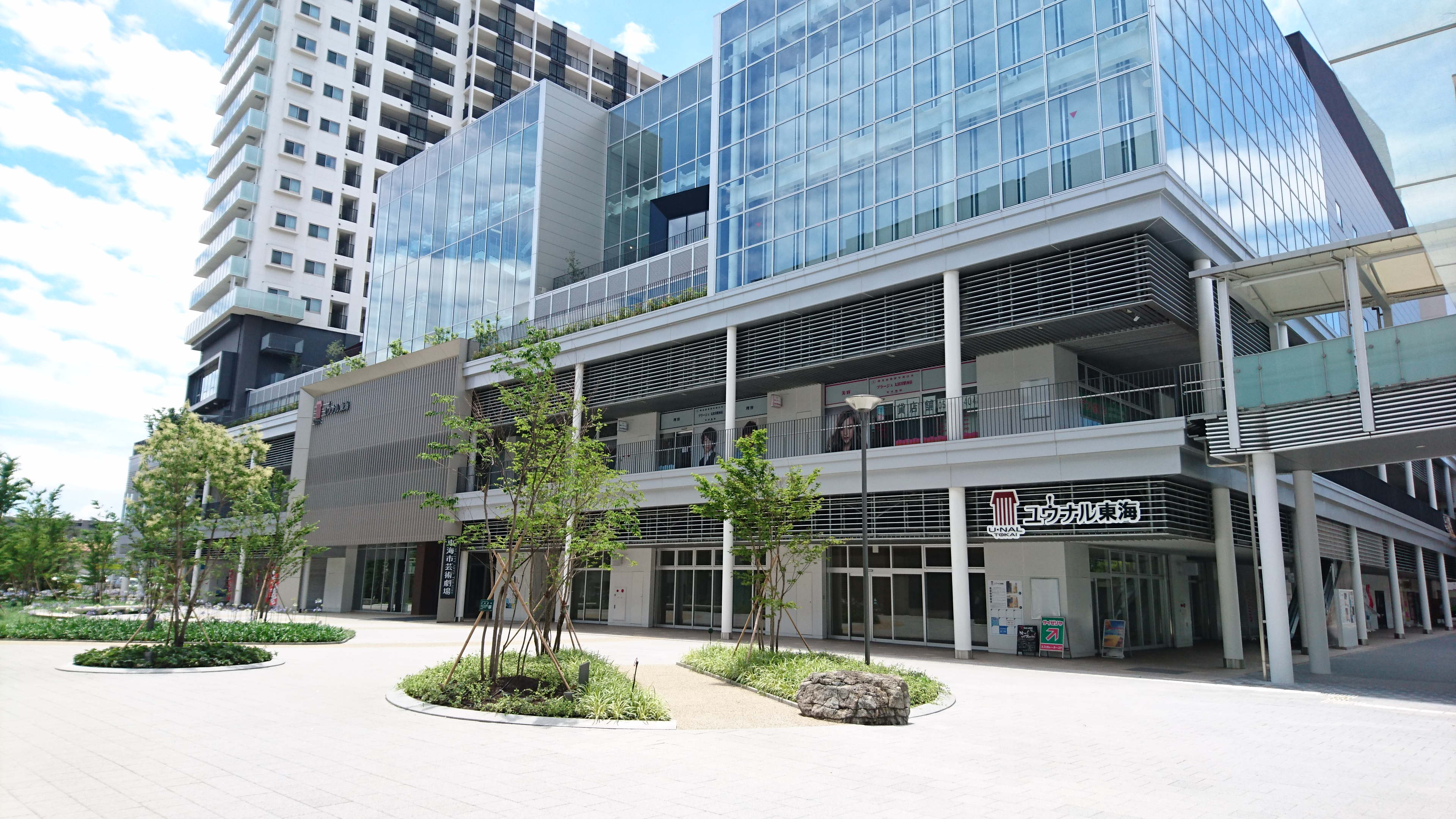